# Highland Dancing

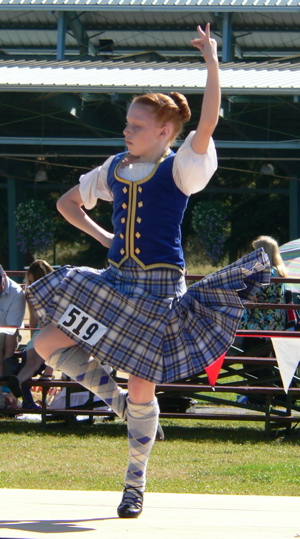
Highland Fling

Highland Dancing (engl. „Hochland-Tanzen“) ist eine schottische Form des Schautanzes, die sich besonders durch schnelle Beinarbeit und kraftvolle Sprünge auszeichnet. Die Tänze sind meist Solotänze oder Tänze für vier Tänzer. Die Musik zu diesen Tänzen wird praktisch immer von einem Dudelsack-Solisten gespielt. Highland Dancing ist vom Scottish Country Dancing streng zu unterscheiden, auch wenn beide auf dieselben Wurzeln zurückgehen.

## Tänze

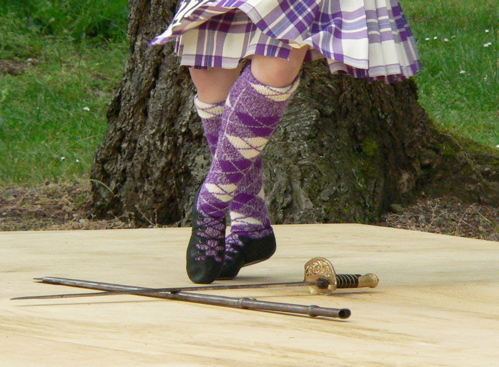
Sword Dance

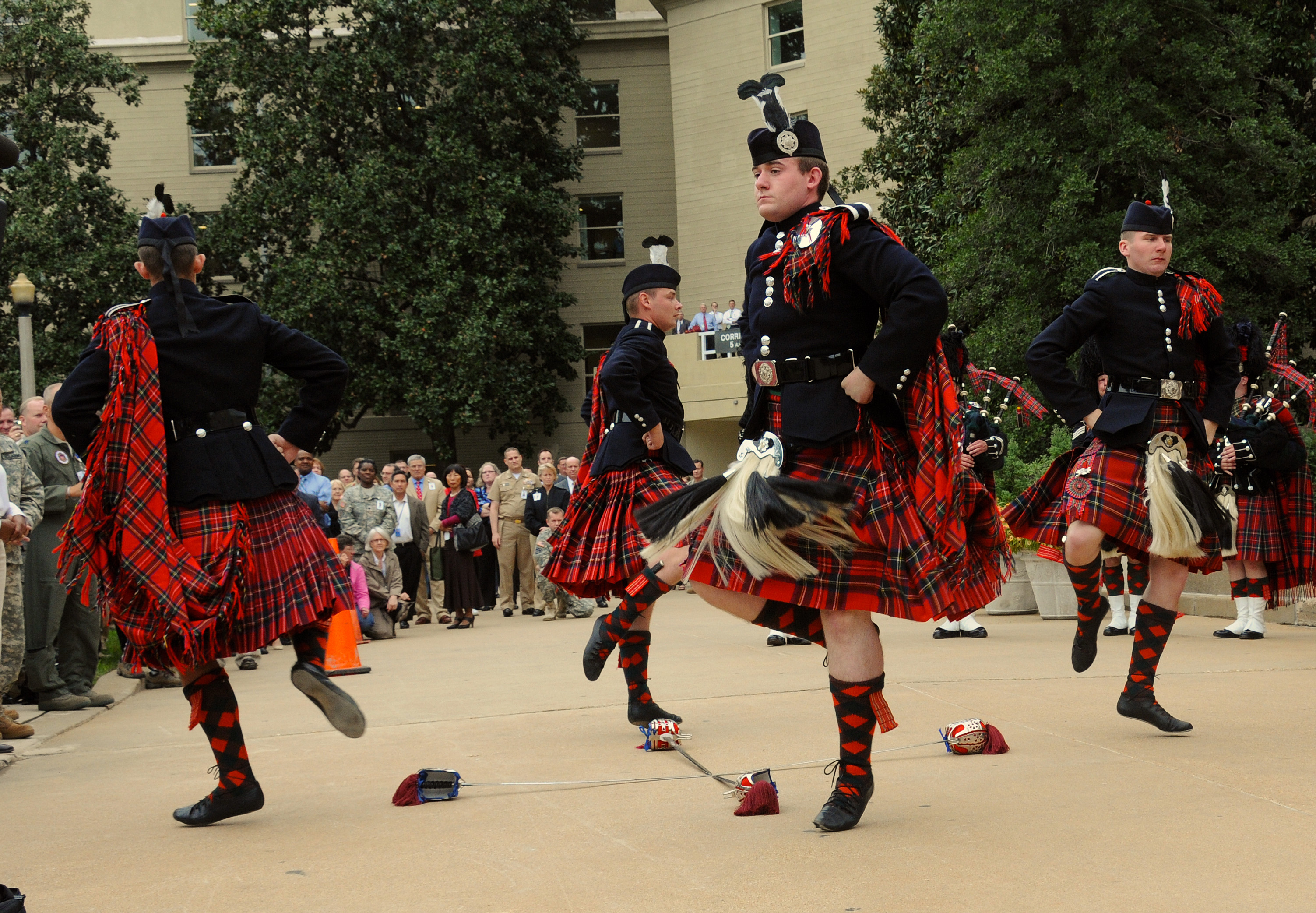
Tänzer der Scots Guards, 2009

Zu den Tänzen des Highland Dancing gehören:
- Highland Fling
- Sword Dance (Gillie Callum)
- Seann Triubhas
- Strathspey
- Highland Reel
- Reel of Tulloch (Hullachan)

Neben den eigentlichen Highland Dances, die – auch von Frauen – im „Highland Dress“ (Kilt) getanzt werden, gibt es Character Dances, bei denen spezielle Kostüme getragen werden, und zahlreiche National Dances, bei denen verschiedene, meist schottische Kostüme üblich sind: Kilt oder Tartan-Hosen (Trews), für Frauen auch ein Tartan-Rock oder ein weißes Kleid mit Tartan-Plaid.
Die meisten Tänze sind Solotänze. Eine Besonderheit sind der Strathspey, der Highland Reel und der Reel of Tulloch. Sie sind keine reinen Solo-Steptänze, sondern werden von vier Tänzern gemeinsam getanzt. Dabei wechseln sich Solo-Schritte (8 Takte) und gemeinsame Figuren (8 Takte) ab. Diese 16-taktigen Abschnitte werden mehrmals wiederholt, wobei jedes Mal ein anderer Step für den Soloteil verwendet wird. Diese Tänze werden in der Regel nicht einzeln getanzt, meist wird der Strathspey mit einem der Reels, oder auch mit beiden verbunden. Dann wird meist nur ein halber Reel of Tulloch getanzt. Üblich sind folgende Kombinationen:
- Strathspey and Highland Reel (2 + 2 Steps)
- Strathspey and Half (Reel of) Tulloch (2 + 4 Steps)
- Strathspey, Highland Reel and Half (Reel of) Tulloch (2 + 2 + 4 Steps)

Reel und Strathspey sind die traditionellen Tänze Schottlands und besonders der Highlands. Die Kombination von Strathspey und Reel wird unter dem Namen Foursome Reel (gemeint ist: Reel für vier Tänzer) auch von anderen Tänzern (Scottish Country Dance, Militär, Gesellschaftstanz) getanzt.

### Liste der Tänze
Für die folgenden Tänze existieren standardisierte Anleitungen, die vom Scottish Official Board of Highland Dancing (SOBHD) veröffentlicht oder anerkannt sind. Die Tänze werden auf offiziellen Wettkämpfen getanzt.
| Tanz                                       | Musik                                                     | Beispiel    |
| ------------------------------------------ | --------------------------------------------------------- | ----------- |
| Highland Dances                            |                                                           |             |
| Highland Fling                             | Strathspey                                                | youtube.com |
| Sword Dance (Gillie Callum)                | slow + quick: „Gillie Callum“ (2/2)                       | youtube.com |
| Seann Triubhas                             | slow: „Whistle o’er the lave o’t“ (2/2) quick: Strathspey | youtube.com |
| Strathspey and Highland Reel               | slow: Strathspey quick: Reel                              |             |
| Strathspey and Half Tulloch                | slow: Strathspey quick: Reel                              | youtube.com |
| Strathspey, Highland Reel and Half Tulloch | slow: Strathspey quick: Reel                              | youtube.com |
| Reel of Tulloch                            | „Reel of Tulloch“ (2/2)                                   | youtube.com |
| Character Dances                           |                                                           |             |
| Sailor's Hornpipe                          | Hornpipe (2/4)                                            | youtube.com |
| Irish Jig                                  | Jig (6/8)                                                 | male female |
| Scottish National Dances                   |                                                           |             |
| Scottish Lilt                              | 9/8                                                       | youtube.com |
| Flora MacDonald's Fancy                    | 6/8-Marsch                                                | youtube.com |
| Wilt thou go to the barracks, Johnnie?     | Strathspey                                                | youtube.com |
| Highland Laddie                            | 2/4                                                       | youtube.com |
| Blue Bonnets Over the Border               | 6/8-Marsch                                                | youtube.com |
| Village Maid                               | 2/4                                                       | youtube.com |
| Scotch Measure (Twasome)                   | Scotch Measure (2/4)                                      | youtube.com |
| Earl of Erroll                             | 4/4                                                       | youtube.com |
| The Cake Walk                              | „Whistling Rufus“ (2/2)                                   | youtube.com |
| A Tribute to J. L. McKenzie                |                                                           |             |
| Hebridean Laddie                           |                                                           |             |
| Over the Water to Charlie                  |                                                           |             |
| The Dusty Miller                           |                                                           |             |

## Geschichte
Die Geschichte dieser Tanzform ist unklar. Einige der Tänze gehen möglicherweise auf traditionelle Tänze des schottischen Hochlands zurück. Der moderne Tanzstil, der starke Einflüsse des französischen Balletts zeigt, wurde von den Dancing Masters im 18. und 19. Jahrhundert geprägt, jedoch entwickelte sich davon ein eigener Tanzstil.
Über ältere Tänze der schottischen Highlands ist wenig bekannt. Zwar werden Tänze, auch Schwert- und Kriegstänze, in alten Quellen öfter genannt, es gibt aber fast keine Beschreibungen der Tänze. Insbesondere fehlen schriftliche Belege aus den gälischsprachigen Highlands selbst. Der älteste Beleg für den Begriff „Highland Dance“ stammt aus dem Jahr 1589: Beim Empfang Annas von Dänemark in Edinburgh wurden „Sword dance and Hieland Danses“ gezeigt. Wie diese Tänze aussahen, ist nicht überliefert.
Im 18. Jahrhundert wurden vergleichbare Solotänze als Bühnentänze in London getanzt, zum Beispiel 1702 ein „Highland Lilt“, 1703 „The Scotch Whim“, 1719 „various Scots Dances“. Diese Tänze waren wahrscheinlich Kreationen professioneller Tänzer. Auch die Character Dances, besonders die Sailor’s Hornpipe, waren typische Bühnentänze des 18. Jahrhunderts.

### Dancing Masters
Die Zeit von 1750 bis 1850 war die Blütezeit der Solo-Stepptänze in Schottland. Sie gehörten zum normalen Unterrichtsprogramm der Tanzlehrer. Jede nicht zu kleine Stadt hatte Tanzlehrer, und auf dem Land unterrichteten itinerant dancing masters, die umherzogen und jeweils für ein paar Wochen an einem Ort blieben. Neben den Gesellschaftstänzen, Menuett und Country Dance, später Walzer und Quadrillen, lernten die meisten Schotten in ihrer Jugend auch Solotänze. Man lernte die Tänze damals aus Spaß am Tanzen. Wettkämpfe wurden erst später üblich, und lange nahmen nur professionelle Tänzer an Wettkämpfen teil.
Viele Tänze dieser Zeit wurden von den Dancing Masters für einzelne Schüler geschaffen. Dabei verwendeten sie oft bekannte Melodien. Zum Beispiel erscheint die Melodie „Miss Forbes’ Farewell to Banff“ in einer Sammlung von 1795 unter dem Titel „Miss Robertson’s High Dance or Miss Forbes’ Farewell“. Namen wie „Miss X’s High Dance“ waren häufig.
Die Herkunft der Bezeichnung High Dances ist unsicher. Möglicherweise bezieht sie sich auf das lebhafte Springen, im Gegensatz zur Basse dance früherer Zeiten. Weitere Bezeichnungen waren Pas seul und Hornpipe. Als Hornpipe wurden damals allgemein Solo-Stepptänze bezeichnet, ohne Rücksicht auf die Musik. Sogar der Schwerttanz Gillie Callum wurde Hornpipe genannt.
Die Kinder tanzten die Solotänze auf den Abschlussbällen ihrer Tanzschule. Edward Topham beschreibt einen solchen children’s ball in Edinburgh 1774/1775:

“But the Dancing-masters enliven the entertainment by introducing between the minuets their High Dances, (which is a kind of Double Hornpipe) in the execution of which they excel perhaps the rest of the World. I wish I had it in my power to describe to you the variety of figures and steps they put into it. Besides all those common to the hornpipe, they have a number of their own, which I have never before seen or heard of; and their neatness and quickness in the performance is incredible: so amazing is their agility, that an Irishman, who was standing by me the other night, could not help exclaiming in his surprise ʻthat, by Jesus, he never saw children so handy with their feet in all his life.ʼ”

Der klassische Tanz, das Ballett und die Bühnentänze, hatte einen großen Einfluss auf die High Dances. Viele der Dancing Masters waren – zumindest eine gewisse Zeit – in London oder Frankreich von französischen Balletttänzern ausgebildet worden und waren oft selbst Berufstänzer. Viele Details des Highland Dancing, etwa die Fuß- und Armpositionen, zeigen noch diese Einflüsse.
Umherziehende Tanzlehrer gab es mindestens bis ins späte 19. Jahrhundert. Zu den Solotänzen, die beispielsweise James Scott Skinner (1843–1927) lehrte, gehörten Highland Fling, Ghillie Callum, Cane Hornpipe, Three Graces, Jack O'Tar, Sailor's Hornpipe, Scotch Jig, Scotch Medley.
Die älteste Quelle mit Anweisungen für Stepptänze ist vermutlich ein Manuskript eines Tanzlehrers aus einer (nicht genannten) südschottischen Stadt, betitelt: „The Dancing Steps of a Hornpipe and Gigg. As also Twelve of the Newest Country Dances, as they are performed at the Assembly and Balls. All Sett by Mr John M’gill for the use of his School, 1752“. Das Manuskript ist verloren, aber eine Zusammenfassung findet sich in Notes & Queries, 1855, wo auch einzelne Schritte aufgezählt, aber leider nicht erläutert werden:

“... [in the hornpipe], the second, third, and fourth steps are “slips and shuffle forwards,” “spleet and floorish (?florish) backwards,” “Hyland step forwards;” and there are elsewhere directions to “heel and toe forwards,” “single and double round step,” “slaps across forward,” “twist round backward,” “cross strocks aside and sink forward,” “short shifts,” “back hops,” and finally, “happ forward and backward” to conclude the gigg with eclat.”

John M’gill spricht nur von „Hornpipe und Jig“; die Tänze mit eigenen Namen waren 1752 anscheinend noch nicht allgemein bekannt. Anders in einem knapp 100 Jahre jüngeren Manuskript, „Frederick Hill’s book of Quadrilles and Country Dances, 22nd March, 1841“. Es enthält die ältesten schriftlichen Anweisungen für zwölf Steptänze, die überwiegend heute noch getanzt werden: Marquis of Huntly’s Highland Fling, Shan Trews, Flowers of Edinburgh, King of Sweden, Highland Laddie, Blue Bonnets, Scotch Measure, Earl of Erroll, Dusty Miller, Wilt thou go to the barracks Johnnie, Irish Jig und Trumpet Hornpipe.

### Wettkämpfe
Die ersten Wettkämpfe im Highland Dancing standen in engem Zusammenhang mit den Piping Competitions der Highland Society of London (HSL), die seit 1781 regelmäßig stattfanden. Die Highland Society of London war 1778 gegründet worden mit dem Ziel, die gälische Kultur der Highlands zu bewahren. 1782 wurde – auch auf Betreiben der HSL – der Dress Act, der seit 1747 das Tragen der Hochland-Kleidung verbot, aufgehoben.
Ein Jahr vorher, 1781, organisierte die HSL in Falkirk die erste moderne Piping Competition. 1783 wurde der Wettbewerb nach Edinburgh verlegt, wo er bis 1844 regelmäßig stattfand. Dort tanzten, so berichtete das Scots Magazine 1783, die Piper, die an den Wettbewerben teilgenommen hatten, Highland-Tänze („by desire of the company, several of the pipers afforded no small entertainment by givig specimen of their agility or spirit in Highland dancing.“)
Was genau in den ersten Jahren getanzt wurde, ist nicht überliefert. Für die Jahre 1789, 1791, 1795 und 1798 berichtete das Scots Magazine, dass ausschließlich Highland Reels getanzt wurden, von Pipe-Musik begleitet. Die Tänzer waren keine spezialisierten Tänzer, sondern fast alle Piper, und die Tänze waren vollkommen identisch mit den Reels, die man damals auf céilidhs oder Hochzeiten im Hochland sehen konnte. Zunächst tanzten die Piper nur zur Unterhaltung. Erst ab 1815 sind auch Wettbewerbe im Highland Dancing dokumentiert.
1799 versuchten die Organisatoren der Piping Competition in Edinburgh, das Tanz-Repertoire zu erweitern, und es wurden auch Vorführungen professioneller Tänzer gezeigt. Dennoch blieben Highland Reels bis nach 1830 die beliebtesten Tänze. 1802 wurden „Highland Reels and Strathspeys“ getanzt. 1812 wurde ein „Twasome Strathspey“ eingeführt, der nie populär wurde. 1829 wurde der „Reel of Tulloch“ eingeführt, 1832 der Schwerttanz „Gillie Calum“ – dies war das erste Mal, dass dieser Tanz in den Lowlands zu sehen war. Um 1840 wurde der Highland Fling eingeführt.

### Highland Games

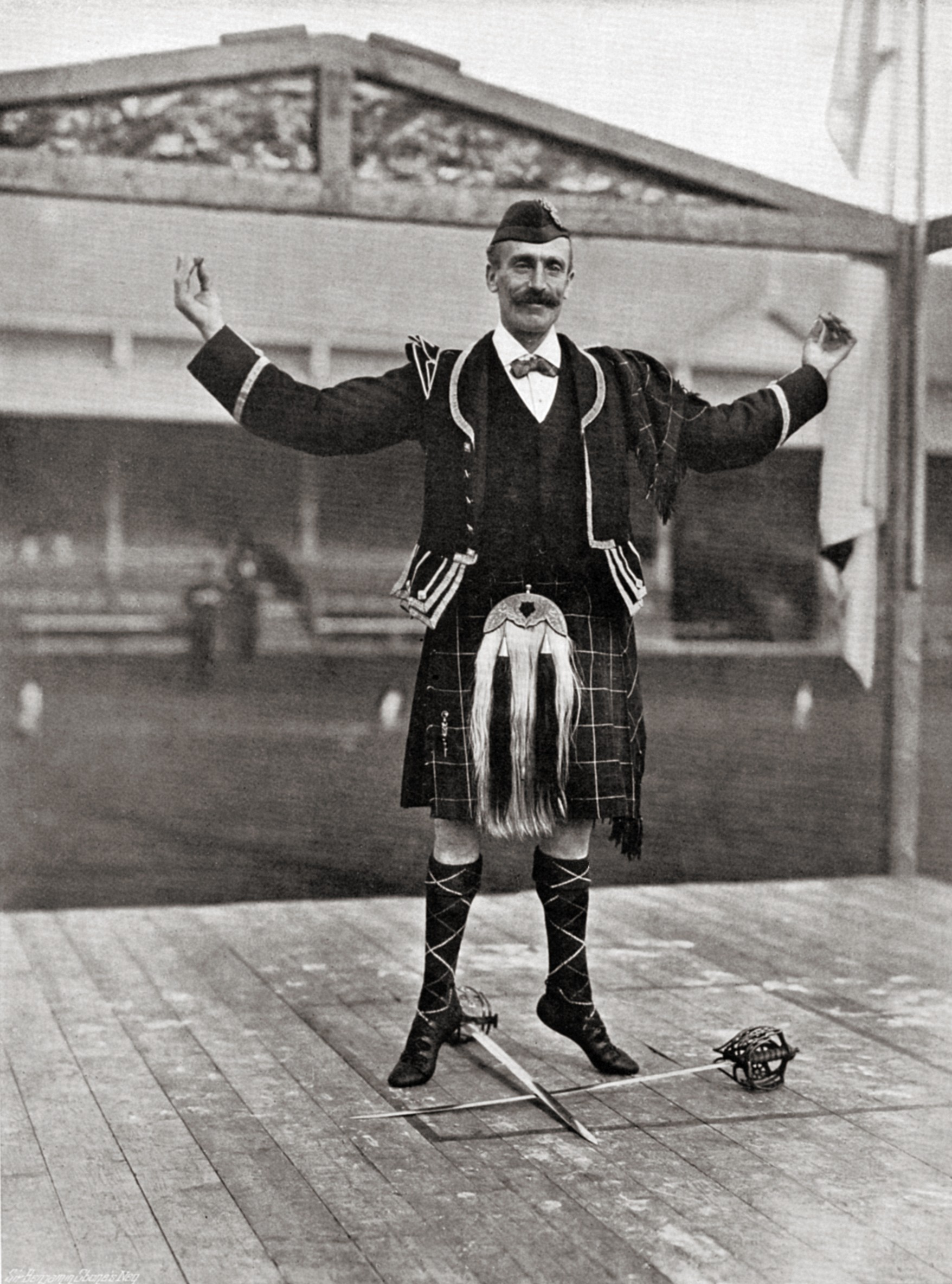
Gillie Callum beim Inverness Gathering, um 1900

1819 fanden die ersten modernen Highland Games in St. Fillans in Perthshire statt. Das Programm von St. Fillans 1822 listet folgende Disziplinen auf: Sword Dance, Highland Reels, Foot Race 150 yards, Ancient Scotch Sword Dance, Wearing the most correct Highland Garb, Playing the Great Highland Bag-Pipe, Jump at a standing Leap, Gaelic Bard (best song or essay), Gaelic Singing, Throwing of the Putting Stone.
Zunächst wurden also nur Highland Reels und Schwerttänze getanzt; der Highland Fling und Seann Triubhas fehlten noch. Bald darauf entsprach das Tanzrepertoire der Wettbewerbe aber weitgehend dem modernen. Beim Braemar Gathering 1853 wurde getanzt: Highland Fling, Reel of Tulloch, Seann Triubhas; bei den Luss Highland Games 1893: Highland Fling, Ghillie Callum, Reel, Sailor’s Hornpipe, Irish Jig, Shean Treubhais.
Die Tänzer waren zunächst alle männlich. Die einzige Ausnahme war eine professionelle Tänzerin, die 1799 in Edinburgh auftrat. Erst Ende des 19. Jahrhunderts nahm die erste Frau als Wettkämpferin an einer Highland dance competition teil.
Weltmeisterschaften im Highland Dancing gibt es seit 1934. Sie finden jährlich beim Cowal Highland Gathering in Dunoon statt.
Im 20. Jahrhundert kam es zu einer gewissen Standardisierung der Tänze und Schritte, die 1955 durch die Herausgabe des Textbook of the Scottish Official Board of Highland Dancing vollendet wurde. Im Textbook sind die zugelassenen Schritte der Highland Dances (Highland Fling, Sword Dance, Seann Triubhas, Strathspey, Highland Reel, Reel of Tulloch) mit allen Details ihrer Ausführung festgelegt.
Die Standardisierung war notwendig geworden, weil es immer öfter zu Problemen bei der Bewertung der Tänzer gekommen war, so dass die Scottish Dance Teachers Alliance 1949 für Einrichtung eines Gremiums stimmte, das diese Probleme beheben sollte. Dieses Gremium, das Scottish Official Board of Highland Dancing (SOBHD) wurde 1950 gegründet.
Mit der Standardisierung der Tänze ging auch das Interesse an anderen Schritten und anderen Solotänzen verloren. Das SOBHD veröffentlichte inzwischen auch standardisierte Anweisungen für die Sailor’s Hornpipe und Irish Jig, und erst seit den 1960er Jahren sind auch andere der alten Solotänze als Scottish National Dances im Programm von Highland Games enthalten.